# Grewia laevigata
Grewia laevigata là một loài thực vật có hoa trong họ Cẩm quỳ. Loài này được Vahl mô tả khoa học đầu tiên năm 1790.